# Peperomia calimana
Peperomia calimana är en pepparväxtart som beskrevs av Trel. & Yunck.. Peperomia calimana ingår i släktet peperomior, och familjen pepparväxter. Inga underarter finns listade i Catalogue of Life.